# 徐日升 (萬曆舉人)
徐日升（1576年—1655年），字孟明，號海曙，山东济南府长山县人。明朝政治人物。

## 生平
徐日升是万历四十年（1612年）壬子科山东乡试解元，此后七上春宫而不第。崇祯六年（1633）参加吏部铨选，授扬州府泰州知州，擢户部员外郎，官至云南司郎中、通州兵备道佥事，多有惠政。天启年间阉党得势，徐日升愤而辞官回乡。

## 著作
徐日升善书法，尤工草隶，与米万钟、朱延禧、邢侗齐名。长于诗文，有《卷石草堂文集》行世。

## 家族
其先自枣强迁居长山，祖父徐玠，岁贡。父徐子肃，字德寅，别號竹軒，万厯辛巳（万历九年，1581）起家选贡，癸未（十一年，1583）司渠丘训（安丘训导）。迁聊城教谕，万历十九年（1591年）升西安府教授，凡两委摄州县事，万历三十年卒。